# Darkstep
Bei Darkstep handelt es sich um eine elektronische Tanzmusik. Sie kam aus einer der vielen, in den 1990er Jahren entstandenen Subgenres des Drum and Bass, Techstep hervor.
Der Darkstep setzt sich aus finster anmutenden musikalischen Elementen des Dark Jungle sowie schnellen, für Drum and Bass üblichen Breakbeats zusammen. Die finstere Harmonie wird meist durch dunkle Musikeinspielungen aus dem Bereich des Ambient-Genres unterstrichen, hierbei wird die Geschwindigkeit des zu nutzenden Ambient Songs stark erhöht oder per Mixdown eingespielt.
Typische Samples für das o. g. Genre sind auch aus dem Amen Break bekannt, erinnern oft jedoch auch an Neurofunk, ein weiteres Subgenre des Drum and Bass. Darkstep charakterisiert sich grundsätzlich durch hochenergetische Drums und markante Basslines, nutzt aber auch die Chromatische Tonleiter, um den düsteren Sound dieses Subgenres zu erzeugen.

## Bekannte Vertreter
- Black Sun Empire
- Concord Dawn
- Current Value
- Infiltrata
- Noisia
- The Panacea
- Spor